# T'Keyah Crystal Keymáh
T'Keyah Crystal Keymáh est une actrice américaine née à Chicago le 13 octobre 1962. Elle est aussi connue sous le nom de Tanya Baxter dans la série Phénomène Raven, dans les saisons 1 à 3.

## Filmographie
- 1992 : Code Quantum
- 1994 : L'As de la crime
- 1995 : Seuls au monde
- 1997 : Jackie Brown
- 2000 : Cosby
- 2001-2005 : Ma famille d'abord (saison 4, épisode 14 : Madame Longer)
- 2005 : Phénomène Raven : Tanya Baxter
- 2022: Raven : Tanya Baxter (saison 4 épisode 24)